# Bacul Molovata
Bacul Molovata este o întreprindere de stat din Republica Moldova, care oferă servicii de transport de pasageri și de mărfuri peste Nistru între localitățile Molovata și Molovata Nouă din raionul Dubăsari. Pentru aceasta folosește șlepuri nepropulsate, împingătoare și un aeroglisor.
Traseul terestru rutier prin Transnistria pe drumul care traversează podul din apropierea orașului Dubăsari spre malul drept este mai scurt, dar în prezent linia de transport cu bacul de aici reprezentă, din punct de vedere administrativ și socio-economic, singura posibilitate a populației de pe platoul Cocieri de a circula între cele două maluri fără a fi stingherită de posturile de control ale regimului de la Tiraspol. Frecvent, bacul folosește și comercianților care optează pentru evitarea punctului de control al autorităților transnistrene de la Dubăsari și a achitării taxelor de tranzit pentru mărfuri, impuse de regimul de pe malul stâng al Nistrului.

## Istoric

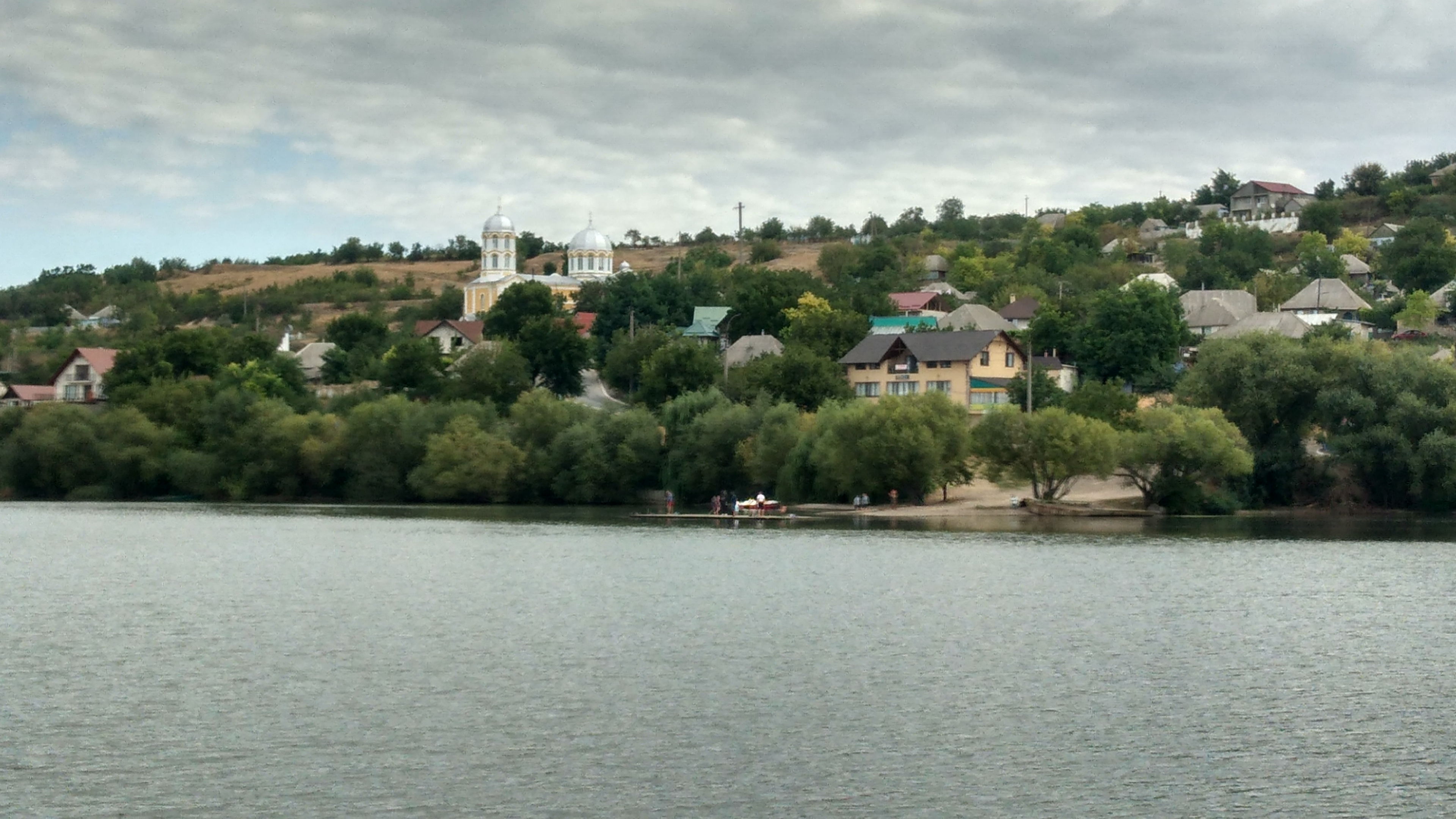
Vedere de pe bac, spre Molovata.

În arealul geografic respectiv construcția unui pod peste albia Nistrului a fost considerată nerentabilă, astfel că, începând din anul 1988, a început să funcționeze o linie de transport cu bacul între satele Molovata și Molovata Nouă, aparținând de portul Rîbnița. La început transportul a funcționat în regim de taxare, dar după războiul din Transnistria din 1992 serviciul respectiv de transport a devenit gratuit.
Actuala Întreprindere de Stat „Bacul Molovata” a fost înființată din punct de vedere juridic în anul 2000 prin ordinul Ministrului Transporturilor din Republica Moldova și finanțarea ei este integral asigurată de stat.
Un studiu prezentat în 2023 a evidențiat că feribotul asigură anual transportul a aproximativ 120 – 130 mii de oameni și a aproximativ 125 – 135 mii tone de mărfuri.

## Rol

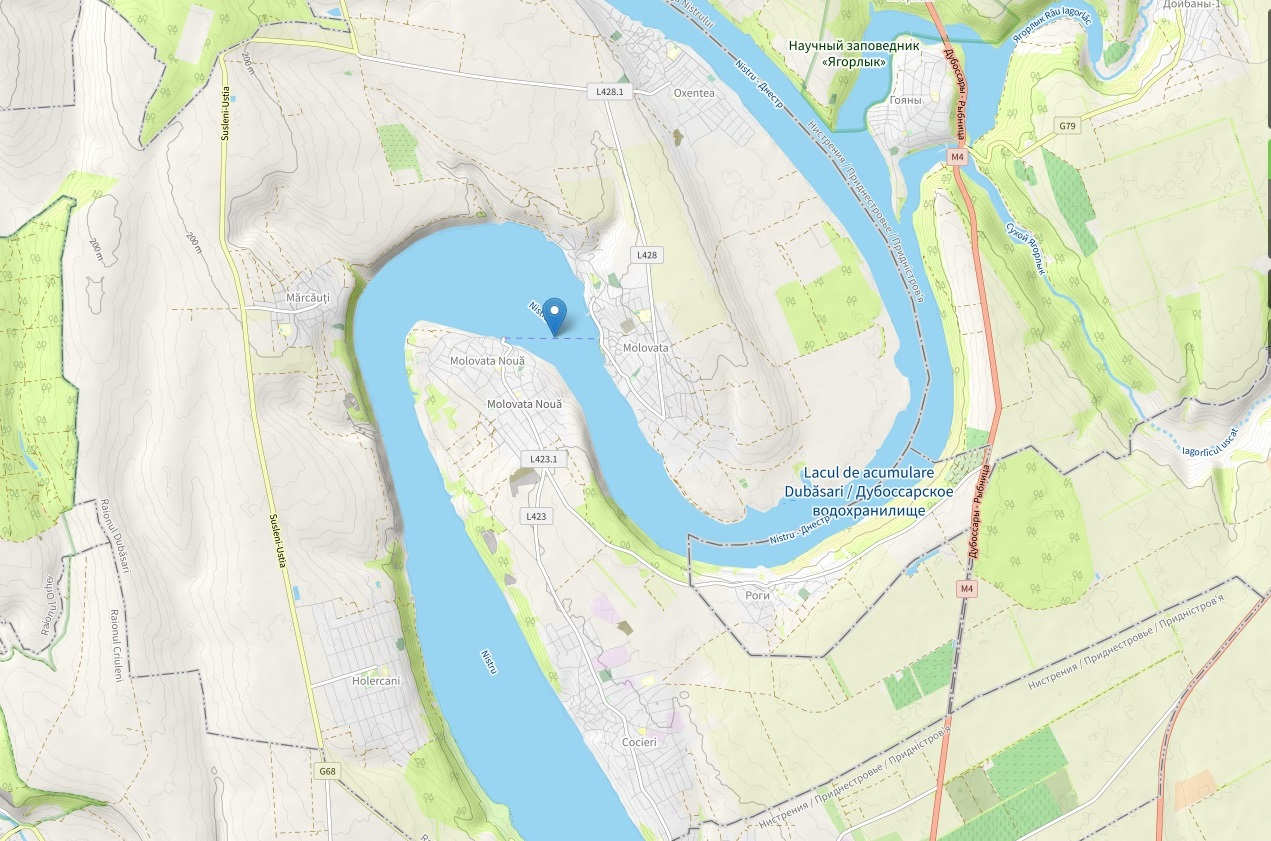
Zona în care se află bacul

Linia de transport fluvial cu bacul de la Molovata asigură legătura dintre malurile Nistrului în perimetrul platoului Cocieri, areal în care albia Nistrului ajunge până la 1500 m (itinerarul bacului fiind setat într-un zonă în care traseul acestuia are o lungime de 1200 m). În zonă, în comunele Molovata Nouă, Cocieri și Corjova se aflau în anul 2023 aproximativ 10.000 de oameni, bacul reprezentând singura posibilitate a acestora de a circula între cele două maluri fără a fi stingheriți de posturile de control ale regimului de la Tiraspol. O parte din trafic este asigurată, de asemenea, de oameni din raioanele transnistrene aflate în afara controlului constituțional al Republicii Moldova. Este de menționat, în context, că autoritățile transnistrene nu impun locuitorilor din stânga Nistrului decât să demonstreze că au viza de reședință în teritoriul respectiv, pentru restul persoanelor fiind necesară completarea unor acte suplimentare.

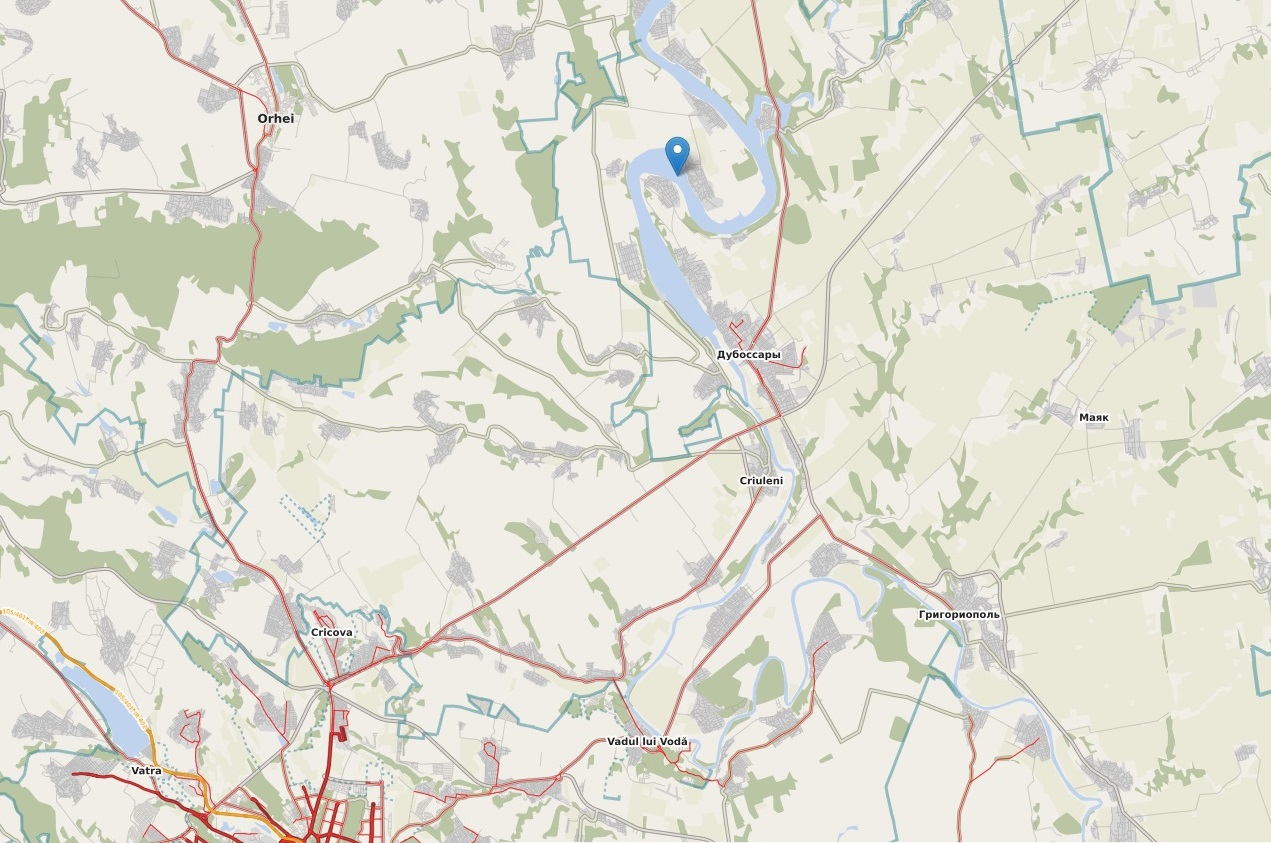
Rețeaua de transport din areal, astfel cum este structurată.

Frecvent bacul folosește și comercianților care optează pentru evitarea punctului de control al autorităților transnistrene de la Dubăsari și a achitării taxelor de tranzit pentru mărfuri, impuse de regimul de pe malul stâng al Nistrului. Cu toate că nu există activitate de control de frontieră pe niciunul dintre maluri, activează aici un punct vamal pentru controlul mărfurilor, cu rol de depistare a eventualelor tentative de aducere a acestora din Transnistria prin contrabandă.
Cu toate aceastea, spre diferență de problemele asociate cu deplasarea mărfurilor, actelor și corespondenței, în ce privește traseul prin Transnistria pe drumul care traversează podul din apropierea orașului Dubăsari acesta e mai scurt, fiind de aceea preferat de o parte din locuitori.

## Dotare

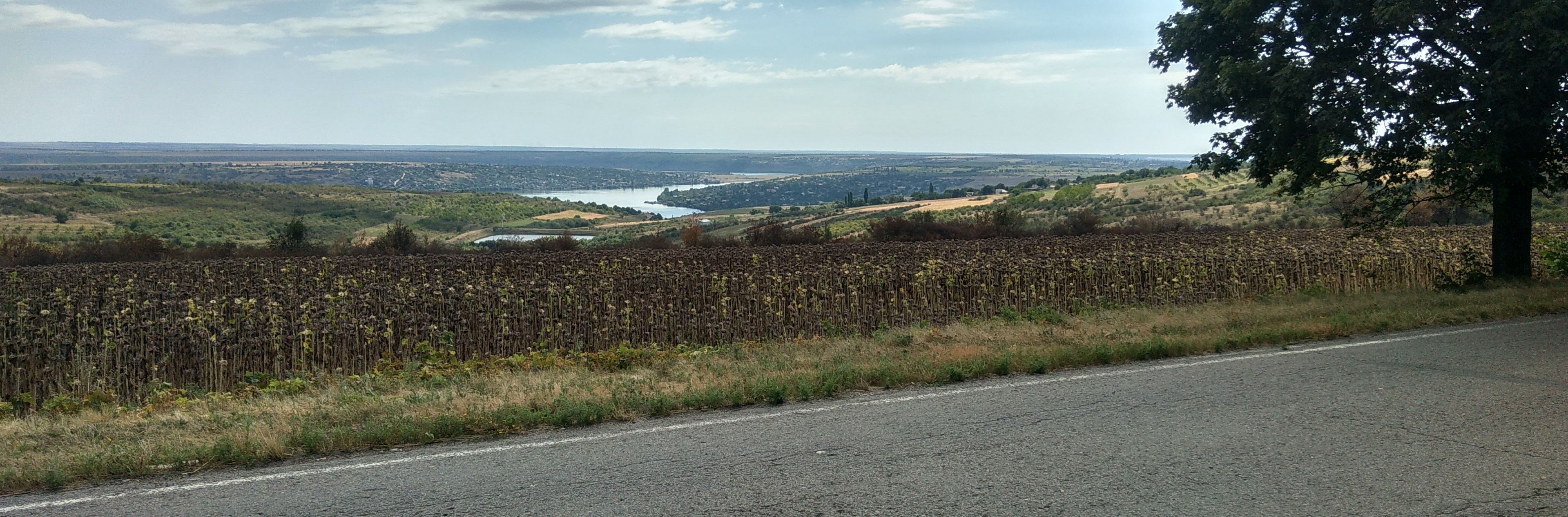
Perspectivă asupra arealului nistrean din zona Molovata, de pe traseul G68.

Flotă locală are în dotare patru șalupe-remorcher și mai multe șlepuri, iar un aeroglisor asigură transportul alimentelor și oamenilor, inclusiv în cazul în care Nistrul îngheață. Navigarea se face numai vizual, nu și radar, factor care contribuie la reducerea activității în sezonul rece, iar navigarea pe timp de noapte nu este permisă. De asemenea, drept efect al stării tehnice, începând din anul 2021 există o restricție de tonaj a deplasării mijloacelor de transport cu bacul, acestea nemaiputând depăși 6 tone pe axă și 15 tone masă maximă autorizată.
Perspectiva de viitor a parcului de nave și a activității respective, de transport, este grevată de vechimea mare a echipamentelor, de salarizarea insuficientă și de media de vârstă mare a personalului, precum și de lipsa de instituții de pregătire, în Republica Moldova, a potențialilor înlocuitori pentru personalul care deservește linia de transport. Suplimentar, la modul general, din cauza faptului că toate unitățile și utilajele de reparație a mijloacelor plutitoare se află sub jurisdicția regimului din Transnistria, reparația unităților flotei care deservește căile navigabile interne ale Republicii Moldova are de suferit, aceasta făcându-se după posibilități. Nu în ultimul rând,  navigația fluvială pe Nistru este grevată de neefectuarea lucrărilor de mentenanță a adâncimilor garantate pentru efectuarea în siguranță a acesteia, precum și de exploatarea neadecvată a barajelor de pe Nistru, ultimul aspect determinând instabilitatea nivelului apei, care crește riscul de avariere a mijloacelor plutitoare.

## Vezi si
- Aeroporturi, gări și porturi din Republica Moldova
- Transportul în Republica Moldova